# Gare de Châtel – Nomexy
Gare de Châtel – Nomexy – przystanek kolejowy w miejscowości Nomexy, w departamencie Wogezy, w regionie Grand Est, we Francji. Jest zarządzany przez SNCF i obsługiwany przez pociągi TER Grand Est. Obsługuje również pobliską gminę Châtel-sur-Moselle.

## Położenie
Znajduje się na linii Blainville – Damelevières – Lure, na km 35,853 między stacjami Vincey i Igney, na wysokości 290 m n.p.m.

## Linie kolejowe
- Linia Blainville – Damelevières – Lure